# Psychotria pachyantha
Psychotria pachyantha är en måreväxtart som beskrevs av Albert Charles Smith. Psychotria pachyantha ingår i släktet Psychotria och familjen måreväxter. Inga underarter finns listade i Catalogue of Life.